# Mikroregion Bocaiúva

Mikroregion Bocaiúva

Mikroregion Bocaiúva – mikroregion w brazylijskim stanie Minas Gerais należący do mezoregionu Norte de Minas.

## Gminy
- Bocaiúva
- Engenheiro Navarro
- Francisco Dumont
- Guaraciama
- Olhos-d'Água